# (37611) 1993 FR29
1993 FR29 (asteroide 37611) é um asteroide da cintura principal. Possui uma excentricidade de 0.12418510 e uma inclinação de 8.00455º.
Este asteroide foi descoberto no dia 21 de março de 1993 por UESAC em La Silla.